# Paul van Kempen
Paulus van Kempen (Zoeterwoude, 16 mei 1893 - Amsterdam, 8 december 1955) was een Nederlandse violist en dirigent.

## Leven

### Vroege jaren
Paul van Kempen werd geboren in de Herenstraat die kort nadien overging van de gemeente Zoeterwoude naar Leiden. Zijn ouders waren Josephus Johannes van Kempen, goudsmid van beroep, en Maria Johanna Petronella van der Linden. Hij kwam uit een zeer groot, niet rijk gezin, maar toch kon hij viool gaan studeren bij Jan Gerbrand Striening in Leiden. Van 1910 tot 1913 studeerde hij aan het Amsterdamsch Conservatorium. Zijn docenten waren onder anderen Julius Röntgen, Bernard Zweers en vooral de violist Louis Zimmerman.
Meteen na zijn studie, in het seizoen 1913-14, werd Van Kempen tweede violist in het Concertgebouworkest. Na een seizoen werd hij eerste violist. Hij ambieerde echter een positie als concertmeester of dirigent. Toen duidelijk werd dat hij in Nederland geen kans maakte, stopte hij reeds na twee seizoenen bij het Concertgebouworkest. In 1916 vertrok hij naar Duitsland, waar hij via Posen (nu Poznań) en Bad Nauheim in 1920 in Dortmund terechtkwam. Hier werd hij concertmeester bij het stedelijk orkest. Hij was er ook docent aan het conservatorium en speelde kamermuziek, onder meer als lid van een pianotrio met de eveneens Nederlandse musicus Gerard Bunk.

### Dirigent
Vanaf 1929 trad Paul van Kempen ook op als dirigent van het Dortmunder Kammerorchester, dat voor de radio speelde. Erg frequent trad dit orkest niet op en Van Kempen aanvaardde in 1932 graag het aanbod om dirigent in Oberhausen te worden. Hiervoor moest hij tot Duitser genaturaliseerd worden, wat dan ook gebeurde op 15 november 1932. Hij bleef één seizoen in Oberhausen en solliciteerde vergeefs bij het Utrechts Stedelijk Orkest en dirigeerde een seizoen het reizend operagezelschap Die Deutsche Musikbühne, waarmee hij op tournee ging door Duitsland en Noord-Europa.
Daarna was hij van 1934 tot 1942 dirigent van de Dresdner Philharmoniker. Hier bereikte hij zijn grootste roem, mede dankzij opnames voor de grammofoonplaat. Het niveau van dit orkest ging flink omhoog. Het werd al spoedig tot de beste orkesten van Duitsland gerekend en kon zich meten met zijn grote concurrent in dezelfde stad, de beroemde Staatskapelle Dresden. Hij dirigeerde er veel symfonieën van Bruckner, maar ook muziek van Stravinsky en Bartók, wat in de naziperiode in Duitsland uitzonderlijk was. Hij trouwde op 15 augustus 1941 met de Duitse Marie Gertrud Hegenbart. Het huwelijk bleef kinderloos.
In 1940 werd hij ook vaste gastdirigent van de Staatsoper Unter den Linden in Berlijn en in 1941 en 1942 stond hij diverse malen voor het Concertgebouworkest. Daaruit kwamen ook enkele plaatopnamen voort. In 1942 verliet hij de Dresdner Philharmoniker. Na de Tweede Wereldoorlog noemde hij zelf als reden dat hij geen lid had willen worden van de NSDAP. Hij volgde Herbert von Karajan op bij het Sinfonieorchester Aachen en het Stadttheater Aachen, maar vanaf medio 1944 kon er in Aken niet meer worden gemusiceerd.

### Nederland
Na de oorlog trad Paul van Kempen op in onder meer Italië en Frankrijk. In 1949 werd hij dirigent van het Radio Philharmonisch Orkest in Hilversum, als opvolger van Albert van Raalte. Met dit orkest werd voornamelijk in de studio gewerkt. Spoedig werd onder zijn leiding een hoog niveau bereikt. Slechts bij het Holland Festival trad het orkest in de openbaarheid en konden de luisteraars dit in live-uitvoeringen horen. Ook trad Van Kempen vanaf 1949 geregeld op met het Rotterdams Philharmonisch Orkest.
De geplande gastdirecties bij het Concertgebouworkest, begin 1951, liepen uit op een grote rel vanwege het (vermeende) oorlogsverleden van de dirigent. Hij werd letterlijk van het podium gejaagd bij het tweede concert en moest afzien van verdere optredens in de hoofdstad. Zijn ambities om eventueel dirigent naast Eduard van Beinum te worden, moest hij opgeven. Nadien bleef hij meer in de luwte, maar hij maakte nog wel opnames met het Concertgebouworkest. Volgens sommige recensenten overtrof Van Kempen met zijn Radio Philharmonisch Orkest de kwaliteit van het Concertgebouworkest. Vanaf 1953 combineerde hij zijn functie bij het Radio Philharmonisch Orkest met die van Generalmusikdirektor in Bremen. In 1955 overleed hij aan een leverziekte in een Amsterdams ziekenhuis.

## Repertoire
Van Kempen was een groot bewonderaar van Willem Mengelberg, hoewel hij zijn voorbeeld niet slaafs navolgde. Zijn repertoire was breed, van Bach tot muziek van tijdgenoten. Tevens dirigeerde hij graag opera's, in het bijzonder van Verdi. Het meest bekend bleef hij door opnames van symfonieën van Beethoven (vooral de Eroica) en Tsjaikovski (Pathétique) en door Beethovens vijf pianoconcerten met solist Wilhelm Kempff. Als dirigent schonk hij aandacht aan de grote lijn en zorgde voor een vasthouden van de spanning, maar hij hamerde tevens op details. Zijn streven naar perfectie bleek uit het feit dat hij zijn partituren uit zijn hoofd kende voordat de eerste repetitie plaatsvond. Hij eiste zeer veel van zijn musici en was daarom bij het Radio Philharmonisch Orkest weinig geliefd, hoewel als mens zeer aimabel.
Mede doordat hij niet of nauwelijks in het Verenigd Koninkrijk optrad, is hij meer in de vergetelheid geraakt dan tijdgenoten. In Nederland bleef het oorlogsverleden hem achtervolgen, hoewel nader onderzoek heeft uitgewezen dat het onterecht is om alleen Van Kempen hierop aan te vallen. Het cd-aanbod met zijn opnames is beperkt en ook hierdoor is hij in de vergetelheid geraakt. Gezien de meestal enthousiaste recensies van zijn concerten en opnames is dat onterecht.

## Over Paul van Kempen
- Kees de Leeuw: Dirigeren is geen beroep maar een roeping. Leven en werk van Paul van Kempen (1893-1955). uitg. Gopher, Amsterdam, 2007. 269 p. ISBN 9789051794878
- Niek Nelissen: The legacy of Paul van Kempen. Toelichting bij Paul van Kempen. Complete Philips Recordings (10 cd's)m uitg. Eloquence Classics (Decca Records), 2020.

- Biblioteca Nacional de España: XX1728978
- Bibliothèque nationale de France: cb13927755f (data)
- Biografisch Portaal: 82174963
- CiNii: DA10964394
- Gemeinsame Normdatei: 133835812
- International Standard Name Identifier: 0000 0000 8133 3149
- Library of Congress Control Number: no91028704
- MusicBrainz: 4b393889-c76d-47df-add1-c4ab007f5e6e
- Nationale Bibliotheek van Tsjechië: xx0226887
- Nationale Bibliotheek van Israël: 987007293228805171
- Nederlandse Thesaurus van Auteursnamen: 108909158
- Istituto Centrale per il Catalogo Unico: RAVV358997
- Système universitaire de documentation: 154788899
- Virtual International Authority File: 54335112
- WorldCat: E39PBJw94Bbprrd3F8jtG8GCQq